# Ахмед ибн Юсуф
Абу Джафар Ахмад ибн Юсуф аль-Багдади также известный как Ахмад аль-Мисри (араб. أحمد بن يوسف‎; 835, Багдад, Аббасидский халифат — 912, Каир, Аббасидский халифат) — арабский математик, сын Юсуф ибн Ибрахима (араб. يوسف بن ابراهيم الصدَيق البغدادي‎).

## Биография
Ахмед ибн Юсуф родился в Багдаде (сегодня Ирак). Переехал со своим отцом в Дамаск в 839 году. Позже он переселился в Каир. Точная дата переезда неизвестна, возможно это произошло в ранние годы его жизни. С этого времени он назывался Ал-Мисри, что означает египтянин. Умер также в Каире. Вероятно, он вырос получив хорошее образование: его отец занимался математикой, астрономией и медициной, создавал астрономические таблицы и был членом группы учёных. Он добился значительной должности в Египте, которая дала независимость египетским родственникам от калифа Аббасида.
Авторство некоторых работ, которые приписывают Ахмеду, не ясно. Они могли быть написаны либо им самим либо его отцом. Возможно также, что они были написаны совместно. Доказано, однако, что затем он работал над книгой о соотношении и пропорции, а также составил комментарий к Евклидовым Элементам. Это сочинение было переведено на латынь Герардом Кремонским. Книга оказала влияние на математиков ранней Европы, в частности на Фибоначчи.
Р. Лемей выдвигал теорию о том, что Ахмед ибн Юсуф, комментировавший астрологический Центилоквиум (Псевдо-Птолемея), является также и его автором, выдав собственный трактат за якобы работу Клавдия Птолемея. Однако другие исследователи неоднократно опровергали эту теорию.